# Відділ (біологія)

Співвідношення основних таксономічних рангів

Ві́дділ (лат. divisio) — одна з таксономічних категорій високого рангу. Відділи об'єднують близькі класи й отже знаходяться в ієрархії таксономічних категорій нижче царства та вище класу.

## Закінчення латинських назв
Стандартні закінчення категорії рангу відділу(типу):
| Гриби     | Рослини  | Тварини |
| --------- | -------- | ------- |
| - omycota | - ophyta | - ata   |

Для латинських назв відділів Міжнародним кодексом ботанічної номенклатури рекомендовано закінчення –phyta для всіх рослин (наприклад відділ харові водорості — Charophyta, відділ квіткові рослини — Magnoliophyta). Кількість відділів в царстві рослин є різною в різних системах і коливається від 14 до 20. Більшість відділів виділяють серед водоростей, тоді як всі квіткові рослини входять до одного відділу. Великі відділи інколи ділять на підвідділи (subdivisio), для яких рекомендовано вживати стандартизоване закінчення –phytina для всіх рослин, і –mycotina для грибів.
У зоологічній номенклатурі відділу відповідає тип.